# Centre islamique de Genève
Pour les articles homonymes, voir CIG.
Le Centre islamique de Genève (CIG) est un centre islamique situé à Genève, en Suisse. Il comprend un espace mosquée, un espace conférence, des salles de classe et une salle de lecture.

## Histoire
Fondé en 1961 par Muhammad Hamidullah et le frère musulman Saïd Ramadan, qui en est resté le directeur jusqu’à sa mort en 1995, ce centre est le plus ancien d'Europe consacré à la diffusion de l’islam et également la première concrétisation européenne du projet de réseau de centres indépendants de toute ingérence d’État. 
Financé en partie par les Frères musulmans et par le prince saoudien Fayçal, il est soutenu par la Ligue islamique mondiale jusqu’en 1971. Après l’arrêt du financement saoudien à la suite de la normalisation des relations avec l’Égypte et la création par la LIM de ses propres bureaux en Europe, le CIG se serait trouvé en difficulté financière et hypothéqué plusieurs années durant. 
Depuis la construction de la mosquée de Genève, il est aussi connu localement comme la petite mosquée. Hani Ramadan a pris en 1995 la suite de son père à la tête du centre. La veuve et les enfants du fondateur, au nombre desquels se trouve Tariq Ramadan, constituent l’essentiel du conseil de direction. Le CIG est cofondateur de l’association des organisations musulmanes de Genève en 2006. Selon Ian Hamel, c'est via le Centre islamique de Genève que Tariq Ramadan a méthodiquement étendu son influence.
Le centre ne comptait que 20 membres en 2002, mais ses activités concernaient près de 500 personnes. En 2007, son financement est assuré par des donations diverses, par les cotisations de membres et par des services (classes, conférences).
En 2006, Claude Covassi déclenche l'affaire médiatique qualifiée d’ « opération Memphis » du Centre islamique de Genève mettant en cause Hani Ramadan.

## Objectifs
Le CIG s’est donné comme objectifs de constituer un front unique des croyants pour aborder en commun la tâche de lutte contre le matérialisme athée, de relever les présentations tendancieuses de l’islam et des musulmans et les réfuter, d'organiser des circuits pour propager des notions justes sur l’islam et les musulmans, d'effectuer et encourager des recherches, de recueillir et de traduire et diffuser des textes sur l’islam, de remplir les besoins sociaux, culturels et religieux des étudiants et réfugiés musulmans en Europe et enfin d'ouvrir en Europe des jardins d’enfants, des écoles, des mosquées et des centres islamiques
Il affirme vouloir se tenir à l’écart de la politique et des questions ethniques ou territoriales, et être ouvert à la collaboration avec des non-musulmans sincèrement exempts de tout esprit partisan.